# Herzhaus

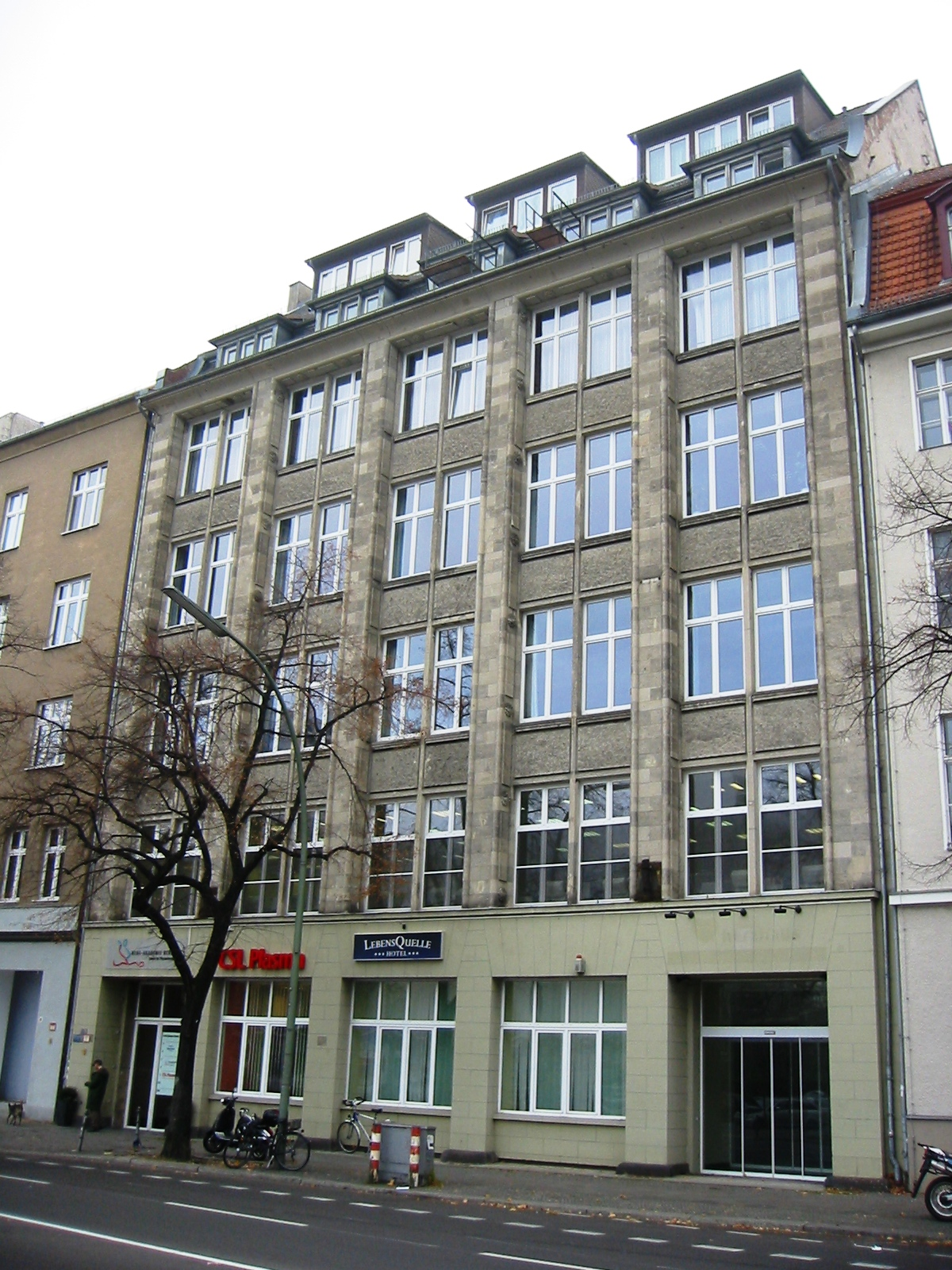
Herzhaus in der Axel-Springer-Straße in Berlin-Kreuzberg

Das Herzhaus ist ein denkmalgeschütztes Geschäftshaus in der Axel-Springer-Straße 42 im Berliner Ortsteil Kreuzberg. Es wurde von den Architekten Hans Bernoulli und Louis Rinkel im Jahr 1913 entworfen und in den Jahren 1914 und 1915 erbaut.

## Geschichte und Funktion des Gebäudes
Das Gebäude entstand im Auftrag der Kaufleute Siegmund Oppenheimer und Gustav Eisenstein auf dem Gelände der ehemaligen Weingroßhandlung F. C. Souchay. Wie auch die nur wenige Meter entfernten Gebäude Bernoullis und Rinkels mit den Hausnummern 44 und 47 (das Geschäftshaus Ort der Erinnerung) ist auch dieses Gebäude mit einer hellen Sandsteinfassade im Werkbundstil verkleidet. Pilaster gliedern die schlichte Fassade bis in das vierte Stockwerk hinein. Das Erdgeschoss weist eine moderne Fassade auf und wird von den weiteren Etagen durch ein Gurtgesims optisch abgetrennt. Im ersten Stock sind zwischen den Fenstern je eine Halterung für einen Fahnenmast angebracht. Die Berliner Mauer verlief unmittelbar vor dem Bürgersteig und zweigte am Gebäude in Richtung Zimmerstraße ab.
Das Gebäude wurde zunächst von einem Hersteller künstlicher Blumen gemietet, anschließend von Bekleidungsherstellern jüdischer Abstammung. In den Jahren 1930 bis 1933 hatte sich die Wirtschafts- und Wohlfahrtseinrichtung des Allgemeinen Deutschen Beamtenbundes eingemietet, anschließend erwarb der Hartmannbund das Gebäude, der es an die Kassenärztliche Bundesvereinigung, den Deutschen Sportärztebund und die Reichsärztekammer vermietete. Bis Januar 2011 befand sich hier ein Zentrum für ambulante kardiologische Rehabilitation.